# Аничков, Сергей Викторович
Серге́й Ви́кторович Ани́чков (8 [20] сентября 1892, Санкт-Петербург — 10 июля 1981, Ленинград) — русский и советский фармаколог, член-корреспондент (1946), действительный член АМН СССР (1950). В 1948—1981 годах возглавлял отдел фармакологии в Институте экспериментальной медицины АМН СССР. Представитель СССР в Международном союзе фармакологов (IUPHAR) (1956). Герой Социалистического Труда (1967). Лауреат Государственной (1951) и Ленинской (1976) премий.

## Биография
Родился 8 (20) сентября 1892 года в Санкт-Петербурге в семье штабс-капитана Виктора Викторовича Аничкова (1859—1918), представителя старинного русского дворянского рода Аничковых, и его супруги Марии Эдуардовны, урождённой Тилло (1859—1939), дочери инженер-генерала Э. И. Тилло. Современные Тилло проживают во Франции и в Германии. В семье был ещё один сын Всеволод, старше Сергея на 2 года.
Однако отец вскоре покинул семью. Начальное образование получил в реальном училище. В 1909 году поступил в Императорскую Военно-медицинскую академию. В 1912 году, будучи студентом 3 курса, он начал научную работу в лаборатории И.П. Павлова. В это время активно поддерживал контакты с революционно настроенными студентами.
После первомайской демонстрации 1912 года был арестован, но ввиду отсутствия улик через три месяца вышел на свободу; однако был исключен из академии и выслан в Казань. В январе 1913 года Аничков возвратился из ссылки и продолжил обучение на медицинском факультете Императорского Юрьевского университета. В 1914 году перевёлся на 4-й курс Императорского Казанского университета, где под руководством профессора В.Н. Болдырева он выполнил первую крупную научную работу по изучению периодичности сократительной деятельности желудка и кишечника: «Загадочный феномен периодической деятельности желудка». Он поставил на себе 14 опытов длительностью от 4 до 10 часов и записал на кимограф 41 период сократительной функции желудка; аналогичные исследования провёл и на других людях. Результаты он доложил в 1913 году и в следующем году работа была опубликована. «Оригинальные данные, полученные Аничковым в этом работе, упоминаются до настоящего времени во многих руководствах по физиологии».
Вскоре после начала Первой мировой войны в 1914 году С.В. Аничков, окончивший 4 курса медицинского факультета Казанского университета, добровольно ушёл на фронт. Работал в боевых условиях в составе 2-го передового отряда Красного Креста, служил помощником врача на Западном фронте. Позднее перешёл в строевые офицеры и закончил войну в чине штабс-капитана лейб-гвардии Измайловского полка. За участие в боях он был награждён Георгиевскими медалями «За храбрость» 4-й и 3-й степеней, а также орденом Св. Владимира 4-й степени с мечами и бантом. В 1917 году был тяжело ранен и демобилизован.
В 1918 году Аничков завершил медицинское образование в 1-м Петроградском медицинском институте, получил диплом врача. В 1919 году он был назначен ассистентом кафедры фармакологии Военно-медицинской академии. «Научную деятельность в лаборатории Н. П. Кравкова С. В. Аничков начал с разработки методики изучения сократительной деятельности сосудов изолированных органов. Среди ряда выполненных им на этой кафедре исследований следует особо отметить работу по изучению фармакологических реакций сосудов изолированных пальцев человека. Такое исследование было проведено на органах человека впервые». В 1922 году С. В. Аничков под руководством академика Н. П. Кравкова защитил докторскую диссертацию на тему «О деятельности сосудов изолированных пальцев здоровых и больных людей». В 1922 году учёный перешёл на кафедру фармакологии 1-го Петроградского медицинского института к профессору А. А. Лихачеву на должность преподавателя. В 1923 году он был утвержден в звании доцента.
После смерти Н. П. Кравкова в 1924 году С. В. Аничков по конкурсу возглавил кафедру фармакологии Военно-медицинской академии. Руководя ей в течение 13 лет, развернул широкую научно-педагогическую деятельность. В 1925 году он направлялся в командировку за границу и посетил известные фармакологические и физиологические лаборатории многих университетов Германии, Голландии и Великобритании. В Берлине С.В. Аничков встречался с известным фармакологом П. Тренделенбургом, в Голландии — с Р. Магнусом, в Лондоне — с физиологом Э. Старлингом. «Совместно с П. Тренделенбургом С.В. Аничков изучал действие строфантина на изолированное сердце; работа получила мировую известность».
В начале 1930-х годов С. В. Аничков работал над проблемами военной токсикологии, в том числе патогенеза терапии поражений фосгеном и ипритом, был соавтором первого советского руководства по токсикологии. Он впервые начал систематическое изучение действия ядов на хеморецепторы каротидного синуса; полученные им данные были представлены на XV Международном конгрессе физиологов в Ленинграде (1935). С. В. Аничков был соавтором первого советского руководства по токсикологии.
В 1937 году профессор Военно-медицинской академии С. В. Аничков был арестован по ложному доносу сотрудника своей кафедры, осужден по статье 58-10 УК РСФСР и приговорен к 10 годам лишения свободы. «В период пребывания в заключении он занимался секретными разработками в области военной токсикологии и химического оружия.
После освобождения из заключения в 1944 году С. В. Аничков короткое время работал врачом воинской части и научным сотрудником Наркомздрава СССР в Москве. В 1945 году учёный возвратился в Ленинград и возглавил кафедру фармакологии 2-го Ленинградского медицинского института».
В 1946 году по представлению Народного комиссариата внутренних дел СССР и академиков Л. А. Орбели, Н. Н. Аничкова, К. М. Быкова и А. Д. Сперанского С .В. Аничков был избран членом-корреспондентом АМН СССР.
В 1948 г. С. В. Аничковым был воссоздан отдел фармакологии Института экспериментальной медицины АМН СССР в Ленинграде, которым он руководил до последних дней жизни. В 1948—1950 гг. учёный продолжал заведовать кафедрой фармакологии 2-го Ленинградского медицинского института по совместительству. В эти годы учёный развернул широкий фронт работ по проблемам нейрофармакологии, которым и посвятил все последующие основные труды. Он изучал фармакологическую чувствительность центральной нервной системы, производил поиски новых нейротропных препаратов, создал и ввел в практику ряд новых лекарственных препаратов, в том числе дибазол, этимизол.
В 1950 году С. В. Аничков был избран действительным членом АМН СССР как один из наиболее крупных советских фармакологов. В 1951 году за создание курареподобного препарата парамиона и ганглиоблокирующего гексония он был удостоен Сталинской премии 3-й степени.
Все эти годы у С.В.Аничкова оставалась судимость, которая была снята только после XX съезда КПСС в 1956 году и общей амнистии незаконно осужденных.
На конгрессе физиологов в Буэнос-Айресе в 1959 году Аничков выступил с программным докладом "Фармакология центральных холинергических синапсов". Важно подчеркнуть, что там Сергею Викторовичу оказали честь избрания в фармакологическую секцию (СЕФАР) Международного союза физиологических наук как вице-президента. Вместе с К.Шмидтом (президентом СЕФАР) и Д.Бове (секретарем) он и В.В.Закусов начали предпринимать шаги для образования отдельного от физиологов Международного союза фармакологов. Усилия правления СЕФАР увенчались успехом. В Стокгольме в 1961 году провели I Международный конгресс фармакологов, на который прибыли более 1000 делегатов.
1960-е гг. ознаменовались не только персональными научными успехами С.В.Аничкова, но и закономерным признанием его заслуг перед обществом и наукой.
Указом Президиума Верховного Совета СССР в 1961 году С.В.Аничков за большие заслуги в развитии медицинской науки и советского здравоохранения был награждён  орденом Ленина.
В 1963 году работал в Праге 3 месяца в качестве приглашенного профессора университета, участвовал в работе Международного конгресса Фармакологов. Было присвоено звание почетного доктора Карлова университета.
В октябре 1964 года С.В. Аничков был награждён престижной золотой медалью имени Кардано, Джероламо медицинской академией Ломбардии (Италия).
Указом Президиума Верховного Совета СССР от 3 октября 1967 года за большие заслуги в развитии медицинской науки и советского здравоохранения профессору Аничкову Сергею Викторовичу было присвоено звание Героя Социалистического труда с вручением ордена Ленина и золотой медали «Серп и Молот».
«Перу С.В. Аничкова принадлежит более 250 научных работ, в том числе монографии, учебники и руководства. Заслуживают отдельного упоминания такие работы, как «Учебник фармакологии» (1-е издание, 1955; 3-е издание, 1969, совместно с М. Л. Беленьким), «Фармакология химиорецепторов каротидного клубочка» (1962, совместно с М. Л. Беленьким), «Фармакология язвенной болезни» (1965, совместно с И. С. Заводской), «Нейрогенные дистрофии и их фармакотерапия» (1969, совместно с И. В. Заводской, Е. В. Моревой и З. И. Веденеевой) и др. С. В. Аничков предложил в 1946 г. классификацию м- и н-холинорецепторов, что способствовало развитию фармакологии нервной трофики. Совместно с химиками он создал и ввел в практику ряд новых тогда лекарственных средств — дибазол, сигетин, бензогексоний, этимизол, метамизил. <...> Под руководством С.В. Аничкова проводились исследования по фармакологическому анализу процесса передачи нервных импульсов. При его участии доказана центральная природа периодических сокращений желудка, раскрыт нервный механизм образования экспериментальных язв желудка и обоснованы пути их терапии, изучено влияние нейротропных средств на систему гипоталамус—гипофиз—кора надпочечников. Результаты работы С. В. Аничкова и его сотрудников по проблеме нейрогенных дистрофий опубликованы в монографиях «Фармакология язвенной болезни» (1965) и «Нейрогенные дистрофии и их фармакотерапия» (1969).
В 1972 году учёный сделал доклад «Чрезвычайное раздражение нервной системы как источник патологических процессов», в котором представил результаты изучения нейрогенных дистрофий с фармакологических позиций, полученные за 15 лет в руководимом им отделе. Исследования показали, что вещества, блокирующие различные звенья рефлекторной дуги, в значительной степени предупреждают нейрогенные поражения внутренних органов в ответ на чрезвычайный раздражитель». В 1976 году С. В. Аничков и В. В. Закусов были удостоены Ленинской премии.
С.В. Аничков был непременным участником, а в ряде случаев и организатором ряда значительных фармакологических форумов в СССР и за рубежом. Учёный стал вице-президентом, а затем почетным президентом Международного союза фармакологов, членом-корреспондентом Германского фармакологического общества, почетным доктором Пражского Карлова университета, Ростокского университета и Хельсинкского университета, почетным членом-корреспондентом Медицинской академии в Риме, почетным членом Итальянского и Венгерского обществ фармакологов, Чехословацкого научного общества имени Пуркинье.
Академик С. В. Аничков умер 10 июля 1981 года в Ленинграде. Похоронен на Богословском кладбище (уч. 50, Парголовская дорога).

## Истоки научной школы
«Многообразие интересов С. В. Аничкова в науке, определившее направления деятельности созданной им школы, исходит из их истоков. Идейным отцом С.В. Аничкова был И. П. Павлов, учение которого он впитал ещё в раннюю пору работы в его лаборатории в 1912 году. До конца своих дней он оставался верным идее павловского нервизма, охватывающего все процессы нервной регуляции функций здорового и больного организма. Его творческая деятельность оказалась во многом связана с нейрофармакологией, тесно соприкасающейся с павловской физиологией.
Мощное влияние школы И. П. Павлова нисколько не уменьшает значение школы Н. П. Кравкова для формирования научной методологии С.В. Аничкова. Изучение действия лекарств на организм животных, у которых можно было бы вызвать целый симптомокомплекс той или иной болезни, наблюдаемый на человеке — таков был идеал фармакологического эксперимента Н. П. Кравкова. Этот методический подход своего учителя позволял С. В. Аничкову найти верные пути реализации идей нервизма и решить  конкретные фармакологические задачи. С. В. Аничков ценил своего учителя и стал достойным его преемником, продолжая талантливо развивать его идеи.
Большую роль в становлении С. В. Аничкова сыграл профессор Алексей Алексеевич Лихачев (1866—1942), на кафедре фармакологии которого он работал в 1-м Петроградском медицинском институте. А.А. Лихачев, как и Н. П. Кравков, был выходцем из кафедры общей и экспериментальной патологии Военно-медицинской академии им. С. М. Кирова, то есть представителем школы В. В. Пашутина. Если Н. П. Кравкову в экспериментальной работе был ближе аналитический подход, то А. А. Лихачёв большое значение придавал изучению реакции целого организма и его систем на химические воздействия. <...>
Несомненно, важную роль в жизни и научном творчестве С. В. Аничкова сыграло общение с крупнейшими физиологами и фармакологами Западной Европы: П. Тренделенбургом, Г. Дейлом, Р. Магнусом.
В редакционной статье журнала «Фармакология и токсикология» № 5 за 1972 год, посвящённой 80-летию С. В. Аничкова, о многолетней научной деятельности ученого сказано, что она является «как бы огромным мостом, связывающим сами истоки русской экспериментальной фармакологии с сегодняшним развитием этой науки. Получив «прометеев огонь» из рук своих учителей И. П. Павлова и Н. П. Кравкова, он передал его трем поколениям наших фармакологов...»»

## Научная школа
«Подготовка научных кадров — одна из важных сторон многогранной деятельности С. В. Аничкова. Руководимые им кафедры в Военно-медицинской академии им. С. М. Кирова и Ленинградском санитарно-гигиеническом медицинском институте стали своеобразным центром подготовки высококвалифицированных кадров врачей-фармакологов.
Замечательным показателем широкой и плодотворной научной деятельности С. В. Аничкова явились многочисленные труды его сотрудников и учеников, всегда вдохновляемых идеями своего учителя. Под его руководством было подготовлено и защищено около 100 диссертаций, в том числе несколько десятков докторских. Передовые идеи выдающегося фармаколога страны постоянно привлекали к нему многочисленных учеников и последователей, которые составили научную школу С. В. Аничкова в отечественной медицине. <...> Среди его учеников В. В. Закусов, С. Н. Голиков, В. И. Митрофанов, В. В. Николаев, М. Л. Беленький, И. С. Заводская и др. Они возглавляли институты и кафедры в различных городах страны. Среди его воспитанников академики АМН СССР, члены-корреспонденты АМН СССР, заслуженные деятели науки, лауреаты Государственной премии СССР, многие профессора и сотни врачей…»

## Награды и премии

### Италия
- Золотая медаль имени Кардано, Джероламо, присужденная медицинской академией Ломбардии (Италия) (1964)

### Российская империя
- Георгиевская медаль «За храбрость» 4-й степени
- Георгиевская медаль «За храбрость» 3-й степени
- Орден Св. Владимира 4-й степени с мечами и бантом[5]

### СССР
- Звание Героя Социалистического Труда (1967)
- Два ордена Ленина, медали.
- Сталинская премия 3-й степени (1951)
- Ленинская премия (1976)

## Избранная библиография
- Периодическая деятельность пищеварительных путей у человека / Студ. С. В. Аничков; из Фармакологической лаборатории Императорского Казанского Университета. — Казань: Типо-литография Императорского Университета, 1914. — 16 с.
- Медико-санитарные основы военно-химического дела / С. В. Аничков, А. А. Лихачев, Б. И. Предтеченский. — М.-Л.: Гос. мед. изд-во, 1933. — 452 с.
- И. П. Павлов как фармаколог / С. В. Аничков, М. А. Гребенкина. — М.: Изд-во Акад. мед. наук СССР, 1950. — 28 с.
- Учебник фармакологии / С. В. Аничков, М. Л. Беленький. — Л.: Медицина, 1954. — 452 с.
  - 2-е изд., перераб. и доп. — Л.: Медицина, 1968. — 472 с.
  - 3-е изд., стер. — Л.: Медицина, 1969. — 472 с.
- Фармакология процессов возбуждения и торможения в центральной нервной системе. Доклад на VIII съезде Всесоюзного общества физиологов, биохимиков и фармакологов (Киев, 19-28 мая 1955 г.). — Киев: Изд-во Академии наук УССР, 1955. — 19 с.
- Фармакология химиорецепторов каротидного клубочка / С. В. Аничков, М. Л. Беленький. — Л.: Медгиз, 1962. — 200 с.
- Фармакотерапия язвенной болезни: экспериментальное обоснование / С. В. Аничков, И. С. Заводская. — Л.: Медицина, 1965. — 188 с.
- Избирательное действие медиаторных средств / С. В. Аничков. — Л.: Медицина, 1974. — 295 с.
- На рубеже двух эпох / С. В. Аничков. — Л.: Лениздат , 1981. — 328 с.
- Нейрофармакология: руководство / С. В. Аничков. — Л.: Медицина, 1982. — 384 с.

## Память
- В Санкт-Петербурге на зданиях где в разные годы работал академик Аничков — Военно-медицинская академия (ул. Академика Лебедева, 37а) и Институт экспериментальной медицины (ул. Академика Павлова, 12) — установлены мемориальные доски.
- Его имя носит отдел нейрофармакологии Института экспериментальной медицины.